# Jeff Healey
Norman Jeffrey (Jeff) Healey (Toronto, 25 maart 1966 – aldaar, 2 maart 2008) was een Canadese blues- en jazzgitarist en -zanger. De blinde muzikant kreeg met zijn Jeff Healey Band aan het einde van de jaren tachtig internationale faam met het debuutalbum See the Light.

## Levensloop
Healey werd op eenjarige leeftijd blind door een retinoblastoom; een tumor in het oog. Zijn ogen moesten operatief worden verwijderd en hij kreeg oogprothesen. 
Op drie-jarige leeftijd begon Healey met gitaarspelen. Hij viel daarbij op door een unieke speelstijl: hij speelde meestal zittend op een stoel met zijn gitaar plat op de schoot.
Op zijn zeventiende formeerde hij de band Blue Direction. Later ging hij optreden met twee bevriende muzikanten. In 1988 bracht hij met zijn The Jeff Healey Band het debuut 'See The Light' uit. Het album werd goed ontvangen en betekende een internationale doorbraak. In 1989 gaf een rolletje in de film Road House hem extra bekendheid. The Jeff Healey Band maakte een internationale tournee en trad onder andere op op Pinkpop 1989 en in 1990 op Torhout-Werchter.
Healey had in Toronto zijn eigen kroeg, Healey's, waar hij elke donderdag optrad met een rock-georiënteerde band en elke zaterdag met zijn jazzgroep Jeff Healey's Jazz Wizards. Later opende hij een grotere club genaamd Jeff Healey's Roadhouse. Ook presenteerde hij een radioshow voor CBC en voor een lokaal station uit Toronto, waarin hij vooral aandacht aan jazzmuziek schonk. Hij stond aan de wieg van de carrières van verschillende artiesten, onder wie Amanda Marshall.
In 2005 kreeg hij opnieuw kanker, dit keer aan zijn benen. In 2007 werden er tumoren uit zijn longen verwijderd. Ondanks bestraling en chemotherapie overleed Jeff Healey in maart 2008 op 41-jarige leeftijd.
- Bibliothèque nationale de France: cb14024101q (data)
- Gemeinsame Normdatei: 135514053
- International Standard Name Identifier: 0000 0000 7251 0959
- Library of Congress Control Number: n92031110
- MusicBrainz: 14cfaf3c-af7c-49e8-85d5-8097c7d0e675
- Nationale Bibliotheek van Tsjechië: js20020923025
- Nederlandse Thesaurus van Auteursnamen: 074448528
- Istituto Centrale per il Catalogo Unico: DDSV105137
- SNAC: w6n0444p
- Système universitaire de documentation: 156754401
- Virtual International Authority File: 60736172
- WorldCat: E39PBJjXfdjvM6dQPvpMtjJFKd